# Rhodonia
Rhodonia är ett släkte av svampar. Rhodonia ingår i familjen Fomitopsidaceae, ordningen Polyporales, klassen Agaricomycetes, divisionen basidiesvampar och riket svampar.
Släktet innehåller bara arten Rhodonia placenta.